# Open GDF SUEZ Région Limousin 2011
L'Open GDF SUEZ Région Limousin 2011 è stato un torneo professionistico di tennis femminile giocato sul cemento. È stata la 6ª edizione del torneo, che fa parte dell'ITF Women's Circuit nell'ambito dell'ITF Women's Circuit 2011. Si è giocato a Limoges in Francia dal 17 al 23 ottobre 2011.

## Partecipanti

### Teste di serie
| Nazionalità | Giocatrice         | Ranking* | Testa di serie |
| ----------- | ------------------ | -------- | -------------- |
| Svezia      | Sofia Arvidsson    | 67       | 1              |
| Spagna      | Laura Pous Tió     | 76       | 2              |
| Romania     | Sorana Cîrstea     | 78       | 3              |
| Rep. Ceca   | Andrea Hlaváčková  | 93       | 4              |
| Francia     | Iryna Brémond      | 109      | 5              |
| Paesi Bassi | Michaëlla Krajicek | 112      | 6              |
| Uzbekistan  | Akgul Amanmuradova | 125      | 7              |
| Russia      | Aleksandra Panova  | 130      | 8              |

- Ranking al 10 ottobre 2011.

### Altre partecipanti
Giocatrici che hanno ricevuto una wild card:
- Lou Brouleau
- Céline Cattaneo
- Irena Pavlović
- Constance Sibille

Giocatrici che sono passate dalle qualificazioni:
- Clothilde de Bernardi
- Svitalana Pirazhenka
- Irina Ramialison
- Patrycja Sanduska

## Campionesse

### Singolare
Sorana Cîrstea ha battuto in finale  Sofia Arvidsson con il punteggio di 6–2, 6–2

### Doppio
Sofia Arvidsson /  Jill Craybas hanno battuto in finale  Caroline Garcia /  Aurélie Védy con il punteggio di 6–4, 4–6, [10–7]